# Francis Blanc
Francis Blanc, né le 26 septembre 1938 à Collonges, est un coureur cycliste suisse professionnel dans les années 1960.

## Biographie
Francis Blanc est jardinier-paysagiste de formation. 

### Carrière
Francis Blanc commence le cyclisme en 1958. En 1960, il remporte le Grand prix d'Yverdon-les-Bains et se fait connaître en Suisse. Ainsi, il est sélectionné pour participer à la course en ligne des championnats du monde sur route 1961 à Berne. L'année suivante, il devient champion de Suisse sur route amateurs et participe au Tour de l'Avenir. En 1963, il obtient une licence et passe professionnel avec l'équipe italienne Cynar. Il remporte durant la saison la semi-classique Porrentruy–Zürich (de) et termine deuxième d’Annemasse-Bellegarde. En 1965, désormais sous les couleurs de l'équipe Salvarani, il prend le départ du Tour de France et parvient à le terminer. Il participe encore au Tour en 1967 et 1968 et au Tour d’Italie en 1968. Durant sa dernière saison professionnelle, 1968, il termine sur le podium du GP d’Aix-en-Provence.

## Palmarès sur route

### Par année
- 1960
  - Grand Prix d'Yverdon
- 1962
  -  Champion de Suisse sur route amateurs
- 1963
  - Porrentruy–Zürich (de)
  - 2e d'Annemasse-Bellegarde et retour
- 1965
  - 10e du Tour de Suisse
- 1966
  - 3e du championnat de Zurich
- 1968
  - 2e du Grand Prix d'Aix-en-Provence

## Résultats sur les grands tours

### Tour d'Italie
1 participation : 
- 1968 : 79e

### Tour de France
3 participations :
- 1965 : 79e
- 1967 : 86e
- 1968 : hors-délais (5ea étape)